# Japomastadion
Het Japomastadion (officiële naam is  Stade omnisport de Douala) is een multifunctioneel stadion in Douala, een stad in Kameroen. Behalve het stadion bestaat het complex ook een aantal trainingsvelden, een zwembad en een sporthal. In het stadion ligt een grasveld met daaromheen een atletiekbaan.
De bouw begon in 2017. Er vond geen officiële opening plaats vanwege de Coronapandemie, maar de bouw werd voltooid in 2019. In het stadion is plaats voor 50.000 toeschouwers.  
Het stadion wordt vooral gebruikt voor voetbalwedstrijden, de voetbalclub Union Douala maakt gebruik van dit stadion. In 2021 werd het stadion gebruikt voor de African Championship of Nations 2020. Er zijn ook wedstrijden voor het Afrikaans kampioenschap voetbal van 2021 gespeeld.

## Afrika Cup
| Voetbalinterlands | Voetbalinterlands | Voetbalinterlands              | Voetbalinterlands | Voetbalinterlands |
| №                 | Datum             | Wedstrijd                      | Uitslag           |                   |
| ----------------- | ----------------- | ------------------------------ | ----------------- | ----------------- |
| 1                 | 11 januari 2022   | Algerije – Sierra Leone        | 0–0               | Groepsfase        |
| 2                 | 12 januari 2022   | Equatoriaal-Guinea – Ivoorkust | 0–1               | Groepsfase        |
| 3                 | 16 januari 2022   | Ivoorkust – Sierra Leone       | 2–2               | Groepsfase        |
| 4                 | 16 januari 2022   | Algerije – Equatoriaal-Guinea  | 0–1               | Groepsfase        |
| 5                 | 20 januari 2022   | Ivoorkust – Algerije           | 3–1               | Groepsfase        |
| 6                 | 20 januari 2022   | Mali – Mauritanië              | 2–0               | Achtste finale    |
| 7                 | 26 januari 2022   | Ivoorkust – Egypte             | 0–0               | Achtste finale    |
| 8                 | 29 januari 2022   | Gambia – Kameroen              | 0–2               | Kwartfinale       |